# ووردینگتن اسپرینگز (فلوریدا)
ووردینگتن اسپرینگز (به انگلیسی: Worthington Springs) شهرکی در شهرستان یونیون ایالت فلوریدا است که در سال ۱۹۶۳ بنیان‌گذاری شده‌است. این شهرک طبق سرشماری سال ۲۰۱۰ میلادی، ۱۹۶ نفر جمعیت داشته و مساحت آن نیز ۰٫۹ کیلومتر مربع است.